# Chuzhuang
Chuzhuang (kinesiska: 楚庄, 楚庄乡) är en socken i Kina. Den ligger i provinsen Henan, i den centrala delen av landet, omkring 160 kilometer öster om provinshuvudstaden Zhengzhou.
Genomsnittlig årsnederbörd är 879 millimeter. Den regnigaste månaden är juli, med i genomsnitt 185 mm nederbörd, och den torraste är januari, med 6 mm nederbörd.